# ᵣ
Cette page contient des caractères spéciaux ou non latins. S’ils s’affichent mal (▯, ?, etc.), consultez la page d’aide Unicode.
ᵣ, appelée r en indice ou r inférieur, est un symbole de l’alphabet phonétique ouralique de Antti Sovijärvi et Reino Peltola. Il est formé de la lettre r mise en indice.

## Utilisation
Antti Sovijärvi et Reino Peltola utilisent le r en indice, dans l’alphabet phonétique ouralique, pour noter une prononciation rapprochée du r.

## Représentations informatiques
Le r en indice peut être représenté avec les caractères Unicode suivants (extensions phonétiques) :
| formes       | représentations | chaînes de caractères | points de code | descriptions              | note                            |
| ------------ | --------------- | --------------------- | -------------- | ------------------------- | ------------------------------- |
| modificative | ᵣ               | ᵣ                     | U+1D63         | indice lettre minuscule r | codé pour le symbole phonétique |

## Sources
- (en) Finlande, Irlande, Norvège ISO/IEC JTC1/SC2/WG2, Uralic Phonetic Alphabet characters for the UCS, 20 mars 2002 (lire en ligne)
- (fi) Antti Sovijärvi et Reino Peltola, Suomalais-ugrilainen tarkekirjoitus, Helsinki, coll. « Helsingin Yliopiston Fonetiikan Laitoksen Julkuaisua / Publicationes Instituti Phonetici Universitatis Helsingiensis » (no 9), 1970 (1re éd. 1953) (ISSN 0357-5217, lire en ligne)